# Louis Audibert
Pour les articles homonymes, voir Audibert.
Louis Marie Barnabé Audibert, né à Marseille le 11 juin 1880, ville où il est mort le 20 mars 1983, est un peintre français.

## Biographie
Né d'Henri Maximin Audibert et de Doroly Aimée Camoin, ce fils et petit-fils d'industriel savonnier de Marseille, propriétaire de la campagne Carlevan à Allauch, fait ses études au pensionnat du Sacré-Cœur, puis il entre à l'École des beaux-arts de Paris, ville où il séjourne de 1906 à 1912, et où il découvre les peintres impressionnistes. Après la Première Guerre mondiale, il se lie à Louis-Mathieu Verdilhan et travaille avec lui à Cassis. Il devient le professeur de Winston Churchill. Il est lié à de nombreux artistes comme Albert Marquet, Moïse Kisling, Marcel Leprin etc. Il fait sa première exposition en 1920 et fonde l'Union des arts plastiques en 1948.
Son atelier se trouve au no 30 du cours d'Estienne d'Orves à Marseille.
Il meurt le 20 mars 1983 à Marseille.